# Местни избори в Латвия (2021)
Местните избори в Латвия се провеждат на 5 юни 2021 г. Това са първите избори, след като през 2020 г. Сейма приема общинска реформа, която намалява от 110 общини и 9 града на 43 общини, включително 11 държавни града и добавя 5 нови латвийски града: Адажи, Иецава, Кекава, Кокнесе и Марупе. Общо в 40 общински съвета в страната са избрани 645 съветници. 60–те места в общинския съвет на столицата Рига не се избират до 2025 г., тъй като през август 2020 г. се провеждат предсрочните избори.
На 28 май 2021 г., след решение на Конституционния съд на Латвия, който обявява част от общинската реформа за включването на община Варакляни в новата община Резекне за противоконституционна, Централната избирателна комисия (ЦИК) отменя изборите в общините на Резекне и Мадона. На 1 юни Сейма решава да отмени решението на ЦИК и да продължи с изборите в община Мадона на 5 юни, както е първоначално насрочено.

## Избирателна система
Всички 645 съветници са избрани чрез пропорционално представителство с отворени списъци с избирателна бариера от 5 %. Местата се разпределят по метода „Сент Лагю“. Броят на съветниците, които дадена община избера, се определя от Централната избирателна комисия въз основа на броя на жителите в тази община.
| Съветници | Държавни градове           | Общини                     |
| --------- | -------------------------- | -------------------------- |
| 13        | 50 000 жители или по-малко |                            |
| 15        | повече от 50 000 жители    | 30 000 жители или по-малко |
| 19        |                            | повече от 30 000 жители    |
| 23        |                            | повече от 60 000 жители    |